# ヘクトパスカル
ヘクトパスカル (英: hectopascal, 記号 hPa) は、国際単位系 (SI)における圧力の単位（SI組立単位）である。ヘクトが100倍を表すSI接頭語であるから、1ヘクトパスカルは100パスカルである。気象学で主に使われているが、ストッキングやタイツの引き締め力を表すのにも用いられる。

## 単位間の関係
圧力の大きさとしては、かつてのミリバール (英: millibar, 記号 mbar) すなわち1/1000バールと等しい。標準大気圧は、
- 1 気圧（標準気圧）(atm)
- = 1.01325 bar
- = 1013.25 mbar
- = 1013.25 hPa
- = 101325 Pa

と定義されている。
歴史的には、標準気圧 の1気圧 (1 atm) と1バール (1 bar) とが圧力の大きさとして極めて近似しているため、バールの1/1000の単位であるミリバール (mbar) が気圧を表すのに都合のよい単位として広く使用されていた。
しかし、バール・ミリバールはともにSI単位ではない。そのため、SIへの統一をきっかけとして、ミリバールと全く同じ大きさの圧力の単位であるヘクトパスカルが代わりに使用されるようになった。日本での切り替えは1992年12月1日からである。

## 符号位置
| 記号 | Unicode | JIS X 0213 | 文字参照          | 名称           |
| ---- | ------- | ---------- | ----------------- | -------------- |
| ㍱   | U+3371  | -          | &#x3371; &#13169; | ヘクトパスカル |
| ㏔   | U+33D4  | -          | &#x33D4; &#13268; | ミリバール     |
| ㍊   | U+334A  | 1-13-46    | &#x334A; &#13130; | 全角ミリバール |

Unicodeには、ヘクトパスカルやミリバールを表す上記の文字が収録されている。これらはCJK互換用文字であり、既存の文字コードに対する後方互換性のために収録されているものであるので、使用は推奨されない。